# George F. Marion
George F. Marion (San Francisco, 16 luglio 1860 – Carmel-by-the-Sea, 30 novembre 1945) è stato un attore, regista teatrale e coreografo statunitense.

## Biografia
Attore e regista teatrale, George F. Marion esordì sullo schermo nel 1915 all'età di 55 anni. Nella sua carriera cinematografica, durata fino al 1935, diresse 2 film e ne girò 39 da attore. Marion aveva recitato a Broadway, nel ruolo del padre della protagonista, in Anna Christie, il dramma di Eugene O'Neil. Lo interpretò poi anche in due versioni per il cinema: nel 1923 impersonò il ruolo del padre di Blanche Sweet e, nel 1930, quello di Greta Garbo.
Marion morì per un attacco cardiaco nel 1945 a Carmel, all'età di 85 anni.
L'attore era padre del famoso sceneggiatore George Marion Jr.

## Filmografia
La filmografia è completa

### Attore
- Excuse Me, regia di Henry W. Savage (1915)
- Luke Wins Ye Ladye Faire, regia di Hal Roach (1917)
- Go Straight, regia di William Worthington (1921)
- Gun Shy, regia di Alan James (1922)
- The Girl I Loved, regia di Joseph De Grasse (1923)
- A Million to Burn, regia di William Parke (1923)
- Anna Christie, regia di John Griffith Wray, Thomas H. Ince (1923)
- Galloping Gallagher, regia di Albert S. Rogell (1924)
- Bringin' Home the Bacon, regia di Richard Thorpe (1924)
- On the Go, regia di Richard Thorpe (1925)
- Straight Through, regia di Arthur Rosson (1925)
- The White Monkey, regia di Phil Rosen (1925)
- Clothes Make the Pirate, regia di Maurice Tourneur (1925)
- Tumbleweeds, regia di King Baggot (1925)
- The Highbinders, regia di George Terwilliger (1926)
- The Wise Guy, regia di Frank Lloyd (1926)
- Rolling Home, regia di William A. Seiter (1926)
- The Gypsy Romance
- Loco Luck, regia di Clifford Smith (1927)
- Il re dei re (The King of Kings), regia di Cecil B. DeMille (1927)
- Skedaddle Gold, regia di Richard Thorpe (1927)
- A Texas Steer, regia di Richard Wallace (1927)
- Evangelina (Evangeline), regia di Edwin Carewe (1929)
- L'enigma dell'alfiere nero (The Bishop Murder Case), regia di David Burton e Nick Grinde (1930)
- Anna Christie, regia di Clarence Brown (1930)
- Carcere (The Big House), regia di George W. Hill (1930)
- Il vampiro del mare (The Sea Bat), regia di Lionel Barrymore (non accreditato) (1930)
- The Pay-Off, regia di Lowell Sherman (1930)
- Jenny Lind (A Lady's Morals), regia di Sidney Franklin (1930)
- Schiavi della colpa (Man to Man), regia di Allan Dwan (1930)
- Hook Line and Sinker, regia di Edward F. Cline (1930)
- Laughing Sinners, regia di Harry Beaumont (1931)
- L'isola della perdizione (Safe in Hell), regia di William A. Wellman (1931)
- Ancora sei ore di vita (6 Hours to Live), regia di William Dieterle (1932)
- Il suo ufficiale di marina (Her First Mate), regia di William Wyler (1933)
- Port of Lost Dreams, regia di Frank R. Strayer (1934)
- Rocky Mountain Mystery, regia di Charles Barton (1935)
- Death from a Distance, regia di Frank R. Strayer (1935)
- Il re dell'Opera (Metropolitan), regia di Richard Boleslawski (1935)

### Regista
- Madame X (1916)
- Robinson Crusoe (1916)

### Film o documentari dove appare
- Complicated Women documentario TV, regia di Hugh Munro Neely (2003)